# Верхній Спас
Верхній Спас (рос. Верхний Спасс) — присілок в Старицькому районі Тверської області Російської Федерації.
Населення становить 12 осіб. Входить до складу муніципального утворення Архангельське сільське поселення.

## Історія
Від 2005 року входить до складу муніципального утворення Архангельське сільське поселення. Раніше населений пункт належав до Юр'євського сільського округу.

## Населення
| 1859 | 1886 | 2002 | 2010 |
| ---- | ---- | ---- | ---- |
| 62   | ↗95  | ↘5   | ↗12  |